# Cassyma mixoleuca
Cassyma mixoleuca är en fjärilsart som beskrevs av Louis Beethoven Prout 1926. Cassyma mixoleuca ingår i släktet Cassyma och familjen mätare. Inga underarter finns listade i Catalogue of Life.